# Live at Third Man Records
Live at Third Man Records är ett livealbum av den amerikanska musikern Billie Eilish, utgivet av Third Man Records (endast på LP skiva) den 6 december 2019.

## Låtlista
Alla låtar skrevs av Billie Eilish och Finneas O'Connell, där inget annat anges.
Sida ett
1. "All the Good Girls Go to Hell"
2. "Ocean Eyes" (F. O'Connell)
3. "Bad Guy"
4. "Idontwannabeyouanymore"
5. "Bury a Friend"

Sida två
1. "Come Out and Play"
2. "Copycat"
3. "I Love You"
4. "Bellyache"
5. "When the Party's Over" (F. O'Connell)